# Lachnospira multipara
Lachnospira multipara è una specie di batterio appartenente alla famiglia delle Lachnospiraceae.